# Laudachsee
Laudachsee är en sjö i Österrike.   Den ligger i förbundslandet Oberösterreich, i den centrala delen av landet, 190 km väster om huvudstaden Wien. Laudachsee ligger 834 meter över havet.